# Мінеральне (зупинний пункт)
Мінера́льне — пасажирський зупинний пункт Ужгородської дирекції Львівської залізниці.
Розташований у селі Тисаашвань Ужгородського району Закарпатської області між зупинними пунктами Есень і Чоп-Перевалочна База.